# Chesias margaritata
Chesias margaritata là một loài bướm đêm trong họ Geometridae.